# 봉덕초등학교 (강원)
봉덕초등학교는 대한민국 강원특별자치도 횡성군 청일면 갑천리 360에 있었던 공립 초등학교이다.

## 연혁
- 1946. 11. 12 봉덕국민학교 설립인가
- 1950. 5. 10 제1회 졸업식
- 1996. 3. 1 봉덕초등학교로 개칭
- 2005. 3. 1 폐교